# MS Pioneering Spirit
MS Pioneering Spirit – największy statek na świecie (2015), przeznaczony do instalacji i demontażu platform wydobywczych oraz układania rurociągów podmorskich.

## Historia
Szwajcarska firma Allseas planowała budowę takiego statku od lat 90. XX wieku. Zakupy niektórych elementów rozpoczęto w 2007, w czerwcu 2010 podpisano kontrakt ze stocznią Daewoo Shipbuilding & Marine Engineering w Okpo (Korea Południowa). Prace konstrukcyjne rozpoczęto w 2011, a 17 listopada 2014, po próbach morskich, statek opuścił stocznię i ruszył w rejs do Rotterdamu, gdzie prowadzono prace wyposażeniowe. Pierwszym kontraktem statku ma być usunięcie trzech nadbudówek z platform na polu Brent (Morze Północne) dla Shella UK. Kontrakt zawarto latem 2013.
Przedsiębiorstwo Allseas planuje zamówić następny statek, o szerokości ok. 160 metrów i możliwości podnoszenia nadbudówek o masie 72 tysięcy ton. Statek taki mógłby prowadzić prace przy demontażu największych istniejących obecnie platform.

## Konstrukcja
Statek jest katamaranem (pierwotnie planowano wykorzystać kadłuby dwóch supertankowców). Przestrzeń między dziobowymi częściami, o wymiarach 122×59 metrów jest wyposażona w 8 podnośników hydraulicznych, przeznaczonych do uchwycenia i podniesienia nadwodnej części platformy. Śródokręcie zajmuje nadbudówka z heliportem. Na rufie zamontowano specjalną wychylną konstrukcję do wydobywania i ustawiania podwodnych części platform. Konstrukcja ta może służyć jako konwencjonalny dźwig z wychylną ramą.

## Rozmiary
Długość całkowita statku wynosi 382 metry, z urządzeniami do układania rurociągu wzrasta do 477 metrów. Długość między pionami to 370 metrów. Szerokość statku wynosi 124 metry. Zanurzenie operacyjne, w zależności od prac zmienia się od 10 do 25 metrów. Pojemność brutto wynosi 403 342, nośność 500 tysięcy ton.

## Napęd
Statek ma napęd diesel-elektryczny. 8 głównych prądnic napędzanych silnikami wysokoprężnymi ma łączną moc 95 MW. Mogą one napędzać 12 pędników azymutalnych. Maksymalna prędkość statku to 14 węzłów. Statek wyposażony jest w system dynamicznego pozycjonowania klasy 3 (najwyższej).

## Wyposażenie i możliwości
System podnośników w przedniej części pozwala na instalację lub demontaż nadbudówek platform o ciężarze do 48 tysięcy ton. Dźwig na rufie może instalować lub podnosić części podwodne o masie do 25 tysięcy ton. Statek może układać rurociągi o średnicy zewnętrznej od 2 do 68 cali (5-172 cm) o masie do 2000 ton. Głębokość układania wynosi od 20 do ponad 4 tysięcy metrów.. Na pokładzie może zmieścić się 27 tysięcy ton rur. Kabiny statku mogą pomieścić 571 osób. Do różnych prac na pokładzie zainstalowano 3 dźwigi o udźwigu 50 ton i jeden o udźwigu 600 ton.

## Nazwa
Pierwotnie statek nazwano Pieter Schelte, na pamiątkę ojca właściciela firmy Allseas. Kiedy do wiadomości publicznej przedostały się informacje, że służył on w Waffen-SS, nazwę statku zmieniono.